# Orto botanico nazionale di Kiev
L'orto botanico nazionale di Kiev (o orto botanico nazionale M. M. Hryška; in ucraino Національний ботанічний сад імені М.М. Гришка?, Nacional'nyj botaničnyj sad imeni M.M. Hryška) è un orto botanico situato a Kiev facente parte dell'Accademia nazionale delle scienze dell'Ucraina.
Fondato nel 1936, deve il suo nome a Mykola Hryška e copre una superficie di 1,3 km² e ospita 13 000 specie di alberi, arbusti, fiori e altre piante provenienti da diverse parti del mondo.
L'area dei giardini è suddivisa in complessi floristici in base alla provenienza delle piante: Carpazi ucraini, pianure dell'Ucraina, Crimea, Caucaso, Asia centrale, Monti Altaj e Siberia occidentale, Estremo Oriente e in ogni area è stato ricreato il relativo paesaggio naturale. Si trova anche una grande collezione di piante tropicali e subtropicali rare e oltre 350 specie di orchidee ospitate all'interno di serre.
Al suo interno si trovano anche il monastero Vydubyc'kyj e il monastero della Santissima Trinità e San Giona.

## Storia
Dopo la fondazione dell'Accademia nazionale delle scienze dell'Ucraina, il lavoro scientifico di Volodymyr Lyps'kyj portò all'idea di creare un giardino botanico. I lavori di preparazione iniziarono sotto la guida dello stesso Lyps'kyj, che fu anche il primo presidente dell'Accademia. A causa della guerra civile dopo la fine della prima guerra mondiale, le operazioni dovettero essere interrotte. Lyps'kyj accettò l'incarico di direttore dell'orto botanico di Odessa nel 1928 e si allontanò quindi da Kiev. I preparativi ripresero sotto la direzione del botanico Oleksandr Fomin, al quale nel 1935 venne dedicato l'omonimo giardino botanico dell'Università nazionale Taras Ševčenko di Kiev.
Il 22 settembre 1935 la città approvò la creazione di un giardino botanico scientifico e mise a disposizione gratuitamente una grande area boschiva nel quartiere di Pechersk. Mykola Hryška fu nominato primo direttore dell'Istituto di Botanica di Kiev e diede a Jacob Klimovich Gotsik l'incarico di gestire il nuovo orto botanico. I problemi economici dell'accademia causarono ritardi nella realizzazione del giardino e nel 1939 si riuscirono a mettere a dimora solo 1000 piante all'aperto e altre 1000 furono posizionate in una grande serra.